# Ekven
Ekven (Russisch: Эквен) is een archeologische vondst circa 30 km ten zuidwesten van het afgelegen plaatsje Oeëlen in het Russische autonome district Tsjoekotka. Het is een rond 2000 jaar oude Eskimobegraafplaats uit de Oude Beringzeecultuur. Een opmerkelijke vondst werd gedaan door D.A. Sergejev en S.A. Aroetjoenov. Zij ontdekten "Graf 154". Dit is een graf van hout, steen en walvisbotten. Er lag een oudere vrouw met een houten masker in begraven. Na een reconstructie werd geconcludeerd dat het graf de binnenkant van een walvis moest voorstellen.
Ekven is een van de belangrijkste archeologische vondsten in dit gebied, de enige concurrent is Ipiutak bij Point Hope in Alaska. De vondsten die gedaan zijn geven een duidelijker beeld over de Oude Beringzeecultuur. Zo is er veel gevonden van vrouwelijke sjamanen. Deze vervulden een belangrijke spirituele rol in deze Noordelijke regio's.
Ekven telt ongeveer 100 graven en er wordt nog steeds onderzoek gedaan, onder andere door Michail Bronstein.